# Autorité européenne des assurances et des pensions professionnelles
L'Autorité européenne des assurances et des pensions professionnelles (AEAPP), en anglais European Insurance and Occupational Pensions Authority (EIOPA), est la dénomination qui a remplacé le 24 novembre 2010 le CEIOPS.
C'est un organe consultatif indépendant auprès du Parlement européen, au Conseil de l'Union européenne et la Commission européenne. L'AEAPP est une des trois autorités européennes de surveillance du Système européen de supervision financière, l'autre étant pour le secteur bancaire (Autorité bancaire européenne), la dernière pour le secteur des valeurs mobilières (Autorité européenne des marchés financiers). Ces 3 agences sont complétées par le Conseil européen du risque systémique.
Ce comité regroupe, pour le domaine des assurances, l'ensemble des autorités de contrôle des États participants dans le cadre de la réforme appelée Solvabilité II.

## Objectifs
Les objectifs affichés sont les suivants :
- Améliorer la protection des consommateurs, des assurés, des régimes de retraite et leurs bénéficiaires afin de regagner leur confiance dans le système financier.
- Assurer un niveau d'efficacité élevé de réglementation et harmoniser de façon cohérente l'application des règles pour les institutions financières et les marchés à travers l'Union européenne.
- Prendre en compte les intérêts de tous les États membres et la différence de leurs institutions financières.
- Renforcer la surveillance des groupes transfrontaliers.
- Promouvoir une réponse coordonnée de l'Union européenne de surveillance.
- Soutenir la stabilité du système financier,
- Garantir la transparence des marchés et des produits financiers, surveiller et identifier leurs tendances, les risques potentiels et leurs vulnérabilités à travers les frontières et entre les secteurs.

## Historique
L'AEAPP a été créée à la suite des réformes structurelles de supervision du secteur financier dans l'Union européenne. La réforme a été initiée par la Commission européenne, suivant les recommandations d'un comité des sages, présidé par Jacques de Larosière, et soutenu par le Conseil de l'Union européenne et le Parlement.
Avant et pendant la crise financière mondiale qui a débuté en 2007, le Parlement européen a appelé à une intégration vers une meilleure supervision afin d'assurer un champ de concurrence équitable pour tous les acteurs au niveau de l'Union et d'y refléter l'intégration croissante des marchés financiers. Cette crise financière de 2008 a mis en lumière les défaillances en matière de surveillance financière : notamment le manque de coopération, de coordination et de cohérence entre les États membres dans la gestion nationale des pratiques des établissements financiers.
En conséquence, le cadre de surveillance a été renforcé pour réduire le risque et la sévérité de futures crises financières et la déstabilisation du système financier.
Décembre 2011
L'AEAPP diagnostique une aggravation des risques pour les assureurs européens, exposés d'une part aux catastrophes naturelles particulièrement coûteuses pour eux cette année, tout particulièrement le séisme de 2011 de la côte Pacifique du Tōhoku et le tsunami, et une exposition prolongée à des taux d'intérêt particulièrement bas.
Dans le cadre de la réforme solvabilité II, elle transmet à la Commission européenne ses préconisations en matière de méthodologie pour le calcul des risques de primes et des réserves en assurance dommages et santé.

## Organisation
Pour tenir compte des conditions spécifiques des marchés nationaux et de la nature des institutions financières, le système européen de surveillance financière est un réseau intégré d'autorité nationales et européennes de surveillance, qui fournissent les liens nécessaires entre les niveaux macro et micro-prudentielles, laissant les tâches courantes de la supervision aux états.
L'AEAPP est régie par son conseil des superviseurs, qui intègre les autorités nationales compétentes dans le domaine des assurances et des pensions professionnelles dans chaque État membre. Elle est une source d'expertise et d'information sur l'assurance et professionnels des questions de pensions.